# Mausoleu Shish Gumbad
El mausoleu Shish Gumbad es troba al Jardí dels Lodi, situat al sud del centre antic de Delhi (Nova Delhi, Índia).
Hom desconeix a qui pertany aquesta tomba, molt possiblement a un alt dignatari de l'època del sobirà Sikandar Lodi (1489-1517). El nom de Shish Gumbad fa referència a la decoració vidrada que antigament decorava exteriorment la seva cúpula.
Es tracta d'una construcció de planta quadrada rematada per una gran cúpula; exteriorment té l'aparença d'un edifici de dues plantes. A la façana hi ha restes de la decoració de rajola esmaltada en blau, d'origen persa. Un dels quatre murs, el de ponent, té un mihrab, els altres tres tenen uns grans portals d'accés, amb iwans. La seva estructura és molt similar al mausoleu Bara Gumbad, que es troba al costat.
Sota la cúpula, es troben diverses tombes, però sense cap mena d'inscripció que permeti identificar els personatges. A l'interior també hi ha restes de decoració i inscripcions alcoràniques.

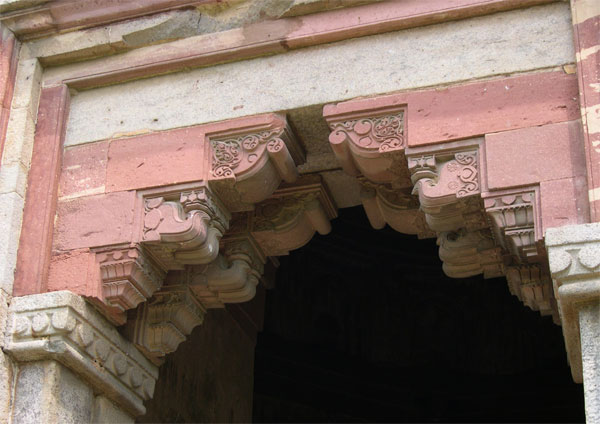
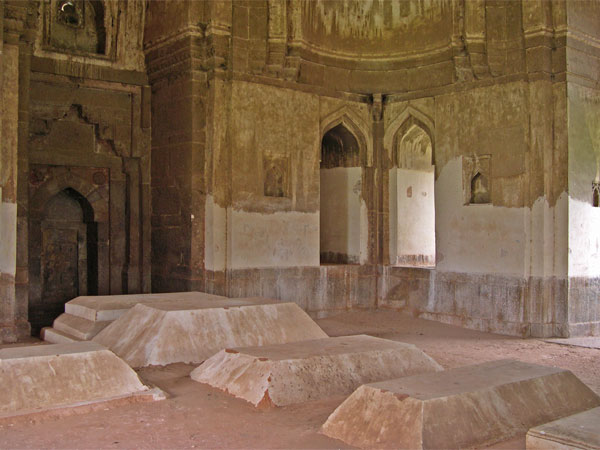